# FishBase

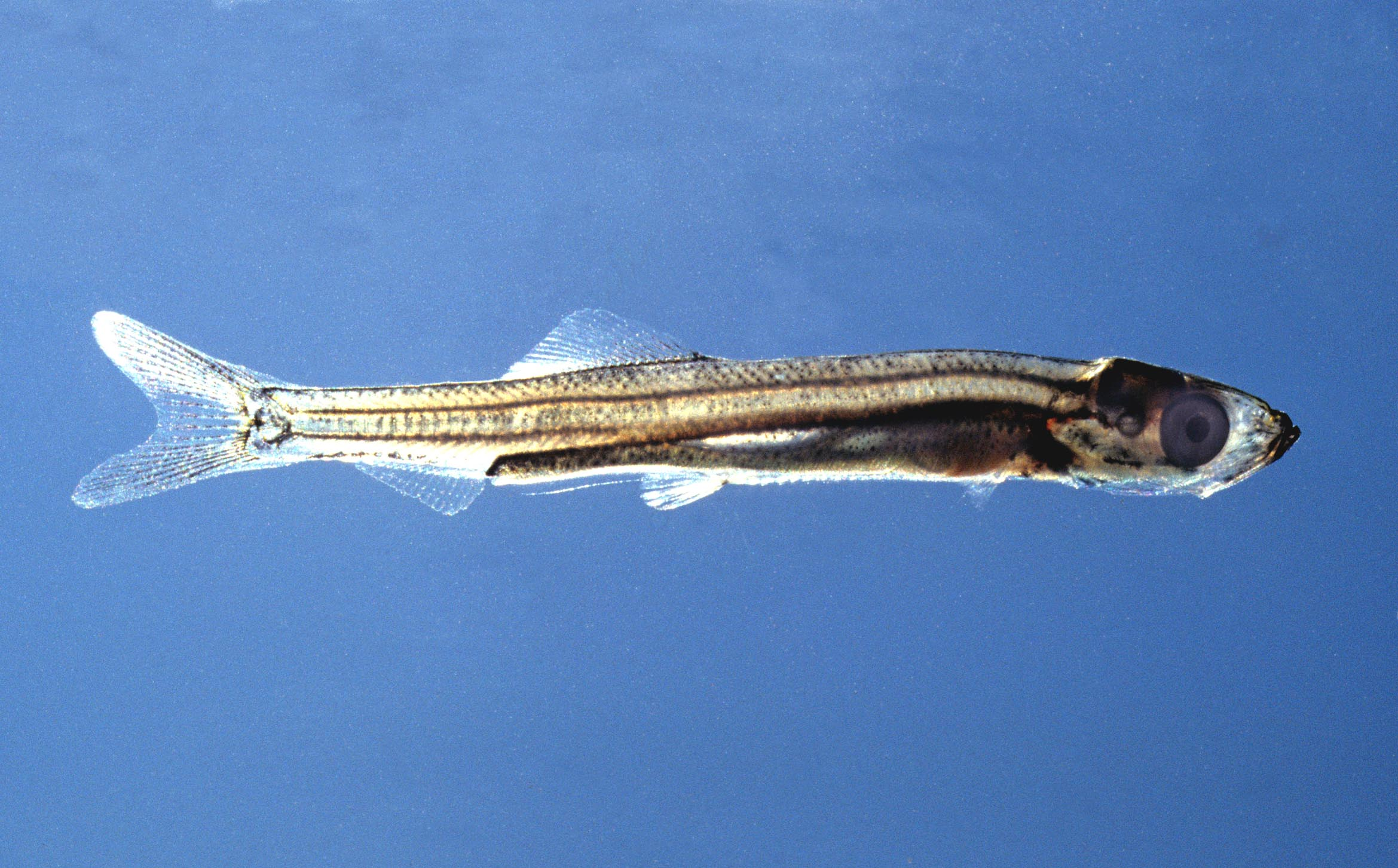
Durchsichtige Larve eines Herings aus einer Version von 1990 – man kann das Herz, den Magen, die Schwimmblase, den Darm, das Gehirn und die Otolithen erkennen.

FishBase ist eine Online-Datenbank mit Informationen und Bildern von ca. 36.100 Fischarten, 332.100 Namen, 65.300 Bildern, 67.600 Referenzen und 2.560 Partnern. (Stand Juli 2025) Die Seite mit durchschnittlich 700.000 Zugriffen pro Monat wird kostenlos angeboten. Sie kann zudem auf CD-ROM erworben werden. Die Partner stellen kostenlos Bilder und Videos zur Verfügung, behalten jedoch das Urheberrecht. Viele Daten können von jedem Browser aus gegeneinander geplottet werden. Eintragungen, von denen die geographischen Koordinaten bekannt sind, können als interaktive Karten dargestellt werden. Auch ein Bestimmungsschlüssel und mehrere Lehrprojekte sind eingebunden.

## Entstehung der FishBase
Die ersten Versionen einer rechnergestützten Fischdatenbank und Bestimmungshilfe mit Bildern (imageSYS) entwickelten sich 1985 in der Fischereibiologischen Abteilung des Instituts für Meereskunde in Kiel, wo die Direktoren Gotthilf Hempel und Walter Nellen großzügig Computer und Programme einwarben.

## Fishbase online

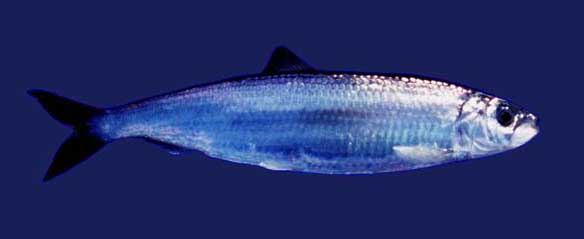
Der erste Fisch auf FishBase online, ein adulter Atlantischer Hering, der häufigste Fisch der Welt

Die erste Version mit interaktiven Hyperlinks und farbigen Fotos wurde von Uwe Kils auf der ersten NeXT-Workstation der Universität Kiel im Projekt „Kommunikation“ der Volkswagenstiftung programmiert und in Praktika mit Studenten in der Lehre getestet, dann 1994 eine von der D’art Corporation gespendete NeXT-colorstation als erster WWW-Server des Instituts gebootet. Die erste Fisch-Datenbank war wie ein heutiger Wiki programmiert, jeder konnte über das Internet ohne Passwort zufügen oder editieren.
Der Fischlarven-Bestimmungsschlüssel von Hans Wilhelm Halbeisen wurde von Wolfgang Schöfer eingearbeitet. Einer der Studenten, Rainer Froese, trieb die Vision weiter voran und gründete in Manila zusammen mit Daniel Pauly die erste finanzierte Version. Jeder kann Bilder und Daten einsenden, über die Aufnahme und Bestimmung entscheiden jedoch Biologen. Heute hat FishBase viele feste, bezahlte Mitarbeiter und der Hauptsitz ist inzwischen wieder nach Kiel zurückgekehrt. Das von Bernd Ueberschaer 1998 gestartete Projekt LarvalBase wurde integriert. FishBase wurde 2001 in das an der Rutgers University, Institute of Marine and Coastal Sciences 1998 von Frederick Grassle mit Karen Stocks im Internet gestartete globale Projekt OBIS (Ocean Biogeographic Information System mit 5.253.721 Sites, 50.932 wissenschaftlichen Namen, 38.012 Arten, von 25 Quellen) integriert, in dem auf eine Weltkarte geklickt und so Zugriff auf alle dort lebenden (bisher eingebundenen) Meeresorganismen erlangt werden kann.

## Visionen

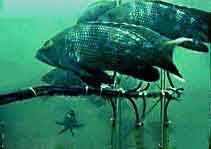
Schwarzer Zackenbarsch

Visionen von OBIS sind, dass live Einblicke in den Ozean über Webcams und Unterwasser-Mikroskope (ecoSCOPE) mit eingebunden werden, um die im Gebiet vorkommenden Arten interaktiv bestimmen zu können. Erste Versuche laufen im Projekt LEO15 vor Atlantic City und mit Expert-Servern auf species level, z. B. Schwarzer Zackenbarsch mit in situ aufgenommenen Referenzbildern und -videos. Für einige Schlüsselarten soll die Möglichkeit geschaffen werden, mit einem sogenannten virtuellen Mikroskop in die Mikrostrukturen der Morphologie interaktiv einzublicken (virtuelles Sezieren bis in elektronenmikroskopische Auflösung), ohne ein Tier töten zu müssen, wie es in einer Testversion am Antarktischen Krill schon zur Verfügung steht.